# Бортник, Вячеслав Игоревич
Вячеслав Игоревич Бортник (белор. Вячаслаў Бортнік; род. 22 июня 1974, Гомель, Белорусская ССР, СССР) — белорусско-американский общественный деятель, правозащитник, педагог, лингвист, психолог. Глава белорусского отделения Amnesty International (2002—2006), секретарь Рады Белорусской Народной Республики (2016—2019).

## Биография
Семья Вячеслава Бортника происходит из дворянских родов Гулевичей и Гатальских, а также немецкого рода Пич.
Окончил Гомельский государственный университет им. Франциска Скорины в 1996 г. Имеет дипломы магистра политологии и государственного управления Европейского Гуманитарного Университета (2004 г.) и Американского университета (Вашингтон, 2010 г.) соответственно. Учился в Академии последипломного образования (Минск, 2001—2004). Окончил ряд международных программ по правам человека в Монреале, Женеве, Сан-Паулу и Варшаве. В Белоруссии работал учителем средней школы в деревне Носовичи (Добрушский район), детским психологом в Гомеле, преподавал психологию в Гомельском государственном университете, консультировал неправительственные организации.
В белорусском правозащитном движении с 1995 г. В 2002—2006 гг. возглавлял белорусское отделение Amnesty International. Принимал активное участие в политической жизни Белоруссии, в том числе, в составе инициативных групп кандидатов в президенты Юрия Глушакова и Алеся Михалевича в 2010 г. Наблюдал за президентскими выборами в 2010 г. на избирательном участке в Вашингтоне. Преследовался белорусскими властями за правозащитную деятельность, неоднократно задерживался милицией в 2005 и 2006 гг.
Присоединился к Белорусско-американскому объединению (БАЗА) в 2008 г., где занимал должности секретаря, руководителя пресс-службы, заместителя председателя и председателя Вашингтонского кружка БАЗА. Принимал участие в организации многочисленных акций протеста против белорусских властей.
В эмиграции с 2013 г. С июня 2015 г. — член Главной управы БАЗА, в 2015—2017 гг. — заместитель председателя. В 2016—2017 гг. являлся одним из руководителей Белорусского института Америки. В марте 2016 г. избран Секретарем Рады БНР. Обязанности исполнял до ноября 2019 г. В 2018—2019 гг. исполнял обязанности Казначея Рады БНР. С августа 2019 г. — секретарь Вашингтонского отдела БАЗА. В июле 2017 г. избран в состав Большой Рады Ассоциации белорусов мира «Бацькаўшчына». В 2015—2020 гг. являлся председателем Координационной группы по Евразии в Amnesty International USA. С октября 2019 г. на госслужбе США.
Представляет белорусов США в Central and East European Coalition (CEEC), а также в оргкомитете National Museum of the American People. Регулярно сотрудничает с газетой «Беларус», а также с белорусскими независимыми СМИ. Имеет более 100 публикаций по правам человека, некоммерческим организациям, международному развитию, образованию и другим связанным с этим вопросам. Владеет белорусским, русским, английским, польским, немецким и украинским языками.
Бортник придерживается социал-демократических взглядов. До отъезда в США являлся членом МОО «Маладыя сацыал-дэмакраты — Маладая Грамада» и Белорусской партии «Зелёные». Католик.
Живёт в Вашингтоне.